# Crossopholis
Crossopholis ist eine ausgestorbene Gattung und Art (Crossopholis magnicaudatus) aus der Ordnung der Störartigen, die im Ypresium, vor etwa 52 Mio. Jahren gelebt hat. Die Fossilien wurden im Gebiet des Fossil Butte National Monument entdeckt.

## Entdeckung
Die Art wurde 1883 von Edward Drinker Cope beschrieben anhand eines unvollständigen Fossils aus Körper und Schwanz. 1886 konnte Cope einen teilweise erhaltenen Schädel bergen. Ein fast vollständiges Fossil konnte erst 1980 geborgen werden, weil die Art einerseits selten vorkommt und andererseits große Ähnlichkeiten zu anderen Arten derselben Fossillagerstätte bestehen.

## Merkmale
Crossopholis waren mittelgroße Fische (1,5 m), die einen plumperen, gedrungeneren Körper als heutige Störartige hatten. Der Körper war mit tausenden winzigen Schuppen (≤ 0,5 mm) bedeckt, worauf auch der wissenschaftliche Name hinweist. Die Flossen waren verhältnismäßig groß und die Schwanzflosse heterocerk. Der untere Schwanzflossenlobus war relativ groß und breiter als der obere. Der Kopf war breit, das Rostrum verlängert und zugespitzt. Das Maul war unterständig. Rücken-, Bauch- und Afterflosse saßen in der hinteren Körperhälfte, die Afterflosse noch schräg hinter der Rückenflosse. Untersuchungen legen nahe, das das Rostrum als elektrisches Organ diente, ähnlich wie bei den lebenden Verwandten der Art.

## Fundort
Fossilien der Art wurden im Gebiet des Fossil Lake aus dem Bereich der Green-River-Formation entdeckt. Er kommt häufiger in den flachen Ablagerungen des Thompson Ranch Sandwich Bed in der Nordost-Ecke der Lagerstätte vor, als in den tieferen Sedimentablagerungen der Seemitte. Man hat die Seltenheit der Art damit erklärt, dass Crossopholis möglicherweise eher in den Flüssen im Norden des Gebiets gelebt habe. Diese These wird dadurch erhärtet, dass man keine Jungfische im Seegebiet gefunden hat.

## Nahrung
Crossopholis war ein Raubfisch. Man hat Fossilien gefunden, deren Mageninhalt aus Überresten von kleinen Schwarmfischen (Knightia eocaena) bestand. Die heute lebenden Verwandten (Löffelstör) dagegen ernähren sich hauptsächlich von Zooplankton.

## Systematik
Als Mitglied der Familie Polyodontidae ist Crossopholis nahe verwandt zum heute noch lebenden Löffelstör. Crossopholis bedeutet „raue Schuppen“; ein Hinweis auf die tausenden winzigen Schuppen und magnicaudatus ist lateinisch für „große Flossen“.